# Acropora elegantula
Acropora elegantula là một loài san hô trong họ Acroporidae. Loài này được Ortmann mô tả khoa học năm 1889.